# Knindže
Knindže, srpska paravojna formacija (specijalna jedinica) koja je sudjelovala u Domovinskom ratu na području tzv. RSK od 1991. do 1995. godine. Prvi zapovjednik ove jedinice bio je Dragan Vasiljković (Kapetan Dragan), državljanin Australije optužen za ratni zločin gdje se skrivao pod imenom Daniel Sneden. Kasnije je ova jedinica nastavila ratovati u BiH pod imenom „Vukovi“, te na području Istočne Slavonije kao "Srpska dobrovoljačka garda" ("Arkanovci", "Tigrovi"). Od 1996. sjedište im je i službeno u Republici Srbiji; sada pod kolokvijalnim nazivom "Crvene beretke" i službenim imenom Jedinica za specijalne operacije Resora državne bezbednosti Republike Srbije - pod čijim su okriljem zapravo djelovali od samog početka. Knindže su sudjelovale u borbama za Glinu, Benkovac, Obrovac, Škabrnju itd. Naziv „Knindže“ nastao je kao igra riječi, odnosno spoj riječi Knin (glavni grad tzv. RSK) i nindža (maskirani vješti japanski borci). Po Knindžama je dobio nadimak i najpoznatiji srpski ratni pjevač Mirko Pajčin (Baja Mali Knindža), koji im je posvetio i pjesmu Knindže Krajišnici.
Zbog sukoba između tadašnjeg predsjednika Vlade i predsjednika tzv. RSK, Milana Martića i Milana Babića oko vlasti, iz Srbije, preko čijih kanala je Kapetan Dragan i poslat u Golubić, stiže nalog da se borci iz kampa Kapetana Dragana prebace u kamp na Pajzošu, kod Iloka, odnosno u kamp Ležimir, na Fruškoj gori, a da se kamp u Kninu rasformira. Neki su prihvatili poziv i prešli, a neki su ostali u tzv. RSK odlučivši ne biti više dio jedinice. Tada su bivše Knindže, sada već prekaljeni borci, dobile NATO-ve odore, oznake vuka na rukavu i crvene beretke sa srpskom trobojkom na njoj. Kapetan Dragan se povlači iz Jedinice, a zapovjednik postaje Franko Simatović Frenki, operativac RDB-a (Resor državne bezbednosti), koji je Dragana Vasiljkovića izvorno i vrbovao, te koji je osloncem na infrastrukturu RDB-a i osigurao osnivanje "Knindži". Bivše Knindže dobivaju ime „Vukovi", po amblemu s rukava. Neki ostaju u obučnim središtima, a ostali se upućuju na ratište gdje obučavaju i vode lokalne specijalne jedinice i jedinice Teritorijalne obrane.

## Vanjske poveznice
- Paravojne formacije - Knindže